# Colori e simboli dell'Unione Sportiva Lecce

La classica divisa del Lecce, qui nella versione della stagione 1987-1988: maglia a strisce verticali giallorosse abbinata a pantaloncini blu – questi ultimi introdotti in pianta stabile dagli anni 70 in poi – e calzettoni rossi.

Questa voce tratta i colori e simboli dell'Unione Sportiva Lecce, la principale società calcistica di Lecce.
I colori della squadra salentina sono attualmente il giallo e il rosso, utilizzati per la prima volta nel 1929, due anni dopo la nascita dell'Unione Sportiva Lecce quando i colori sociali erano ancora il bianco e il nero. Il giallo e il rosso furono scelti perché erano i colori dello stemma della Provincia di Lecce, derivato da quello dell'antica Terra d'Otranto. Per il vecchio Sporting Club Lecce, fondato nel 1908 e attivo fino al 1923, erano stati, invece, adottati il rosso e il nero con pantaloncini bianchi e calzettoni neri, con una stella bianca cucita sulla parte sinistra della maglia. 
L'attuale logo e simbolo della squadra raffigura la lupa che si trova sotto il leccio, l'albero tipico della Puglia; questo è anche il simbolo che da sempre rappresenta la città ed è stato adoperato in molteplici varianti, sotto forma di mascotte, di logo societario, di simbolo sulla maglia di gioco. La stilizzazione attuale del logo societario risale al 2001.

## La maglia

### Prima divisa

La prima divisa nella variante con pantaloncini gialli, qui nella versione della stagione 1985-1986.

#### Storia
Il Lecce, nel corso della sua storia, ha adottato quasi sempre una maglia a strisce verticali gialle e rosse.
La maglia ha subito vari cambiamenti nel disegno, mantenendo intatti solo i colori: le prime divise giallorosse erano a larghe righe verticali giallorosse, con pantaloncini e calzettoni rossi. Col passare del tempo il Lecce (negli anni 1970) ha poi adottato maglie con colletto rosso, con pantaloncini e calzettoni blu, con bordini gialli. Nel 1976-77, sulla maglia sarà presente lo stemma per ricordare la vittoria in Coppa Italia di Serie C. Anche nella stagione che precede l'esordio in massima serie dei leccesi, i pantaloncini sono blu, con l'unica novità rappresentata dal numero del giocatore, posto sulla parte frontale destra nelle maglie.
Con l'approdo del Lecce in Serie A si è tornati alla maglia con pantaloncini e calzettoni rossi; lo sponsor ufficiale era Adidas, e sulle maniche gialle erano tracciate tre linee rosse (caratteristica costante in tutte le maglie firmate Adidas). Per tutto l'arco degli anni 1980, la maglia non ha subito sostanziali stravolgimenti, le sole novità si registrano nel colore dei calzettoni.

#### Evoluzione

La tradizionale seconda divisa del Lecce, bianca con dettagli giallorossi, qui nella versione della stagione 1976-1977.

La terza divisa del Lecce, tradizionalmente blu, qui nella versione della stagione 1999-2000.

| 1908-1923 | 1927-1928 | 1928-1929 | 1945-1946 | 1954-1955 | 1956-1957 | 1964-1965 | 1965-1966 | 1973-1974 | 1975-1976 |

| 1976-1977 | 1979-1980 | 1982-1984 | 1984-1985 | 1985-1986 | 1986-1987 | 1988-1990 | 1990-1991 | 1991-1992 | 1992-1994 |

| 1994-1997 | 1997-1998 | 1998-1999 | 1999-2000 | 2000-2001 | 2001 | 2002 | 2002-2003 | 2003-2004 | 2004-2005 |

| 2005-2006 | 2006-2007 | 2007-2008 | 2008-2009 | 2009-2010 | 2010-2011 | 2011-2012 | 2012-2013 | 2013-2014 | 2014-2016 |

| 2016 | 2017 | 2017-2018 | 2018-2019 | 2019-2020 | 2020-2021 | 2021-2022 | 2022-2023 | 2023-2024 | 2024-2025 |
|      |      |           |           |           |           |           |           |           |           |

### Seconda divisa
La seconda divisa del Lecce è generalmente di colore bianco con accenni di giallo e rosso.

#### Storia
Le maglie da trasferta sono state, nel tempo, prevalentemente bianche con accenni di giallo e rosso (in alcune occasioni il Lecce ha indossato anche maglie da trasferta con pantaloncini rossi). In alcune seconde maglie recenti, sulla parte sinistra della maglia compare la lupa (simbolo della città di Lecce), mentre nella stagione 2011-12 la seconda e terza maglia del Lecce hanno presentato una singolare rosa dei venti color giallorosso, che indica i punti cardinali.

#### Evoluzione
| 1946-1947 | 1958-1959 | 1961-1962 | 1964-1965 | 1971-1973 | 1975-1977 | 1977-1979 | 1980-1982 | 1982-1984 | 1984-1985 |

| 1985-1987 | 1988-1990 | 1991-1992 | 1992-1994 | 1994-1995 | 1995-1997 | 1997-1998 | 1998-1999 | 1999-2000 | 2000-2001 |

| 2001-2002 | 2002-2003 | 2003-2004 | 2004-2005 | 2005-2006 | 2006-2007 | 2007-2008 | 2008-2009 | 2009-2010 | 2010-2011 |

| 2011-2012 | 2012-2013 | 2013-2014 | 2014-2015 | 2015-2016 | 2016-2017 | 2017-2018 | 2018-2019 | 2019-2020 | 2020-2021 |

| 2021-2022 | 2022-2023 | 2023-2024 | 2024-2025 |
|           |           |           |           |

### Terza divisa

#### Storia
La terza maglia del Lecce (adottata dalla stagione 1995-96) è stata quasi sempre blu (nei campionati 2009-10, 2010-11 e 2011-12 c'è stata una variante nera), tranne nelle stagioni 2004-05 e 2007-08, in cui la squadra aveva una particolare maglia di colore verde, indossata durante la stagione anche dai portieri.

#### Evoluzione
| 1971-1972 | 1977-1978 | 1987-1988 | 1988-1989 | 1989-1990 | 1990-1991 | 1991-1992 | 1995-1996 | 1996-1997 | 1997-1998 |

| 1998-1999 | 1999-2000 | 2000-2001 | 2001-2002 | 2002-2004 | 2004-2005 | 2005-2006 | 2006-2007 | 2007-2008 | 2008-2009 |

| 2009-2010 | 2010-2011 | 2011-2012 | 2012-2013 | 2013-2014 | 2015-2017 | 2017-2018 | 2018-2019 | 2019-2020 | 2020-2021 |

| 2021-2022 | 2022-2023 | 2023-2024 | 2024-2025 |
|           |           |           |           |